# José Lúcio Travassos Valdez
José Lúcio Travassos Valdez, seit 1835 erster Baron, seit 1838 erster Graf von Bonfim (Conde do Bonfim) (* 23. Februar 1787 in Elvas; † 10. Juli 1862 in Lissabon) war ein portugiesischer Staatsmann und Politiker aus der Zeit der Monarchie. Er war von 1839 bis 1841 portugiesischer Ministerpräsident, außerdem war er Außen-, Kriegs- und Marineminister. Politisch stand er den Setembristen nahe. 

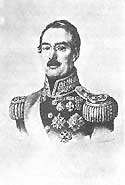
Der Graf von Bonfim

## Leben
In seiner Jugend studierte der spätere Graf von Bonfim Jura an der Universität Coimbra und nahm ab 1808 am portugiesischen Aufstand gegen die napoleonische Besetzung seines Landes teil. Er diente als Freiwilliger unter Gomes Freire de Andrade und nahm an den Schlachten von Roliça (17. August 1808) und Vimeiro (21. August 1808) gegen die Franzosen teil. Auch nach der Vertreibung der Franzosen und der Liberalen Revolution in Portugal blieb Bonfim in der portugiesischen Armee. Als treuer Anhänger der Liberalen und Konstitutionalisten musste er, als Prinz Michael 1824 gegen seinen Vater Johann VI. den Absolutismus einführen wollte, kurzzeitig nach Spanien ausweichen und wurde 1827 zum Gouverneur von Madeira ernannt. Dort überraschte ihn 1828 der Putsch Michaels gegen seine Nichte Maria II. und die Machtübernahme der Absolutisten in Portugal. Bonfim weigerte sich, Michael als neuen Herrscher Portugals anzuerkennen und konnte zunächst verhindern, dass ein von Michael ernannter neuer Gouverneur sein Amt in Madeira antrat. Danach musste er sich allerdings der Übermacht beugen, als die Miguelisten Kriegsschiffe nach Madeira entsandten, und ging am 16. August 1828 nach London ins Exil.
1832, nach Ausbruch des Miguelistenkrieges begab er sich auf die Azoreninsel Terceira und unterstellte sich dort den Truppen des späteren Herzogs von Terceira. Er nahm als enger Mitarbeiter von Terceira und Saldanha an den Schlachten des Miguelistenkrieges teil und wurde am 5. September 1833 bei der Verteidigung von Lissabon schwer verletzt.
Aufgrund seiner politischen Vorliebe für die Setembristen und auch wegen seiner Verletzung, schied er nach Ende des Miguelistenkrieges aus der Armee aus (Portugal wurde seit Ende des Krieges 1834 von den Cartisten regiert). 1836, die Setembristen hatten nach der Septemberrevolution die Macht übernommen, kehrte er in die aktiven Dienst zurück, wird 1837 für Leiria zum Abgeordneten in die verfassunggebende Cortes berufen, half dem Markgrafen von Sá da Bandeira dabei, cartistische Aufstände niederzuschlagen und trat als Marine- und Kriegsminister in die Regierung ein. Zwischen 1839 und 1840 war er einfacher Abgeordneter, 1840 wurde er dann von Königin Maria II. zum Regierungschef berufen, gleichzeitig übernimmt er das Kriegs-, Marine- und Außenministerium. Die Regierung des Grafen von Bonfim wird als die letzte setembristische Regierung des Landes bezeichnet, er musste allerdings bereits hinnehmen, dass die Königin mit António Bernardo da Costa Cabral einen führenden Cartisten als Innenminister ernannte, der praktisch als cartistischer „Aufpasser“ an seinem Kabinettstisch fungierte. 1841 scheiterte die Regierung Bonfim und Joaquim António de Aguiar wurde sein Nachfolger.
Nachdem Costa Cabral 1842 durch einen Staatsstreich die Macht übernahm, die setembristische Verfassung außer Kraft setzte und die Verfassungscharta wiedereinführte, nutzte Bonfim seinen Sitz im Oberhaus, auf den er wegen seines Adelstitels Anrecht hatte, um von dort Opposition gegen Costa Cabral und die Cartisten zu betreiben. 1844 leitete er eine Erhebung gegen Costa Cabral (Aufstand von Torres Novas), die jedoch fehlschlug, Bonfim musste nach Spanien ins Exil gehen. 1846, nach dem Aufstand von Maria da Fonte, der der Herrschaft Costa Cabrals vorübergehend ein Ende setzte, kehrte er nach Portugal zurück, in dem darauffolgenden Bürgerkrieg unterstellte er sich der setembristischen Gegenregierung in Porto, wurde aber von den Cartisten gefangen genommen und nach Angola verbannt. Nachdem der Bürgerkrieg beendet war, wurde Bonfim erlaubt, nach Portugal zurückzukehren, wo er bis zu seinem Tode blieb und sich von der Politik fernhielt.
Der Graf von Bonfim war einmal verheiratet und hatte zwei Kinder.